# Rana Kumbha
Rana Kumbha (1433-1468) – władca królestwa Mewar (obecnie w stanie Radżastan, Indie) z dynastii Sisodia, panujący w latach 1433–1468. Syn Rany Mokal.
Jednym z najważniejszych dokonań Rany Kumbhy było zbudowanie imponującego fortu Kumbhalgarh, który stał się symbolem potęgi Mewaru. Był również mecenasem sztuki i literatury, promując rozwój muzyki i nauki.
Rana Kumbha zmarł w 1468 roku, zamordowany przez swojego syna, Udę Singha I, który pragnął przejąć władzę.